# 小行星3145
小行星3145（3145 Walter Adams）是一颗围绕太阳公转的小行星。1955年9月14日，印第安纳大学在摩根县发现了此天体。
該小行星以美國天文學家沃尔特·亚当斯命名。
这颗小行星的绝对星等为41.80344039678732等。